# Pierre Pigneau de Behaine
Pierre Pigneau de Behaine (en vietnamien, Bá Đa Lộc), né à Origny-en-Thiérache (Aisne) le 2 novembre 1741 et mort en Cochinchine le 9 octobre 1799, est un prêtre missionnaire français des Missions étrangères de Paris. Évêque de Cochinchine, il est également diplomate et joue un rôle de premier plan dans les relations entre le royaume de France et l'Empire d'Annam.

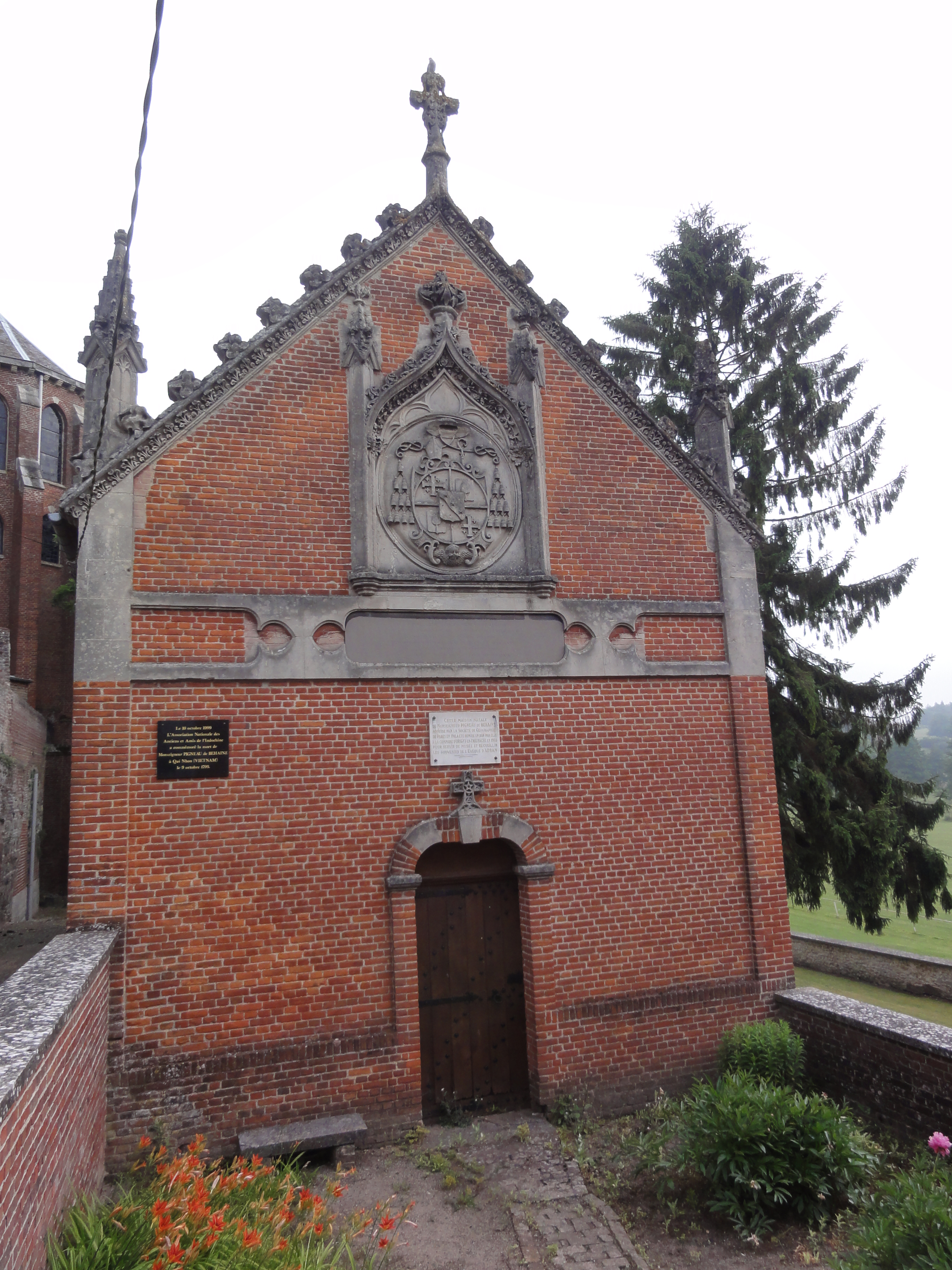
Maison natale de Pigneau de Behaine à Origny-en-Thiérache (Aisne).

## Biographie
Aîné d'une famille de dix-neuf enfants, il poursuit ses études à Laon, puis à Paris au séminaire des Trente-Trois. Il entre au séminaire des Missions étrangères de Paris en 1765. Il s'embarque en mission en Asie, le 9 septembre 1765. Il est d'abord enseignant au collège général des Missions étrangères qui déménage provisoirement à Hon Dat en 1767. Deux ans plus tard, il en est le supérieur général. Il part à cause de troubles pour Malacca le 11 décembre 1769, puis est envoyé en Inde française, au comptoir de Pondichéry (qui se relève à peine du saccage par l'Anglais George Pigot, alors gouverneur de Madras, et rendu à la France après la signature du traité de Paris) avec quarante-trois séminaristes et domestiques. Il s'installe dans le faubourg de Virampatnam (Arikamedu), au sud de la ville, où il fait construire un nouveau séminaire.
Nommé évêque in partibus d'Adran, en 1771, par le pape Clément XIV, il devient vicaire apostolique de Cochinchine (Sud du Viêt Nam actuel) à la mort de l'évêque Piguel le 21 juin 1771. Il est sacré à Madras, le 24 février 1774. Il s'installe avec trois autres prêtres en 1775 à Hà Tiên dans une région du delta du Mékong qui comprend quatre mille chrétiens. Il y retrouve deux prêtres des Missions étrangères. La région - en pleine guerre civile provoquée par la lutte entre les frères Tây Son qui dirigent l'empire depuis 1775 et l'autre prince Nguyễn sous la dynastie Lê - est parcourue par Nguyễn Ánh, qui regroupe des troupes en majorité Hoa, fournies par le gouverneur de Hà Tiên, pour reconquérir le pouvoir. En 1778, des pirates cambodgiens attaquent la mission, brûlant l'église et tuant plusieurs chrétiens dont sept religieuses annamites. Pigneau se réfugie avec son séminaire au nord de Saïgon, à Biên Hoà où réside Nguyễn Ánh. Il devient alors un ami proche du prétendant au trône de l'Empire d'Annam. Entre différentes campagnes, ce dernier retrouve à la mission, accompagné de quelques mandarins, Pigneau qui le conseille sur la conduite à tenir.
Mais, en 1782, les Tây Son – qui avaient chassé les Chinois venus au secours des princes Trinh dirigeant le nord du pays, dans leur dessein d'usurper le trône de la dynastie Lê – s'emparent de Saïgon, massacrant des milliers d'habitants. Pigneau s'enfuit au Cambodge, puis à Poulo Way (Phú Quốc) pendant plusieurs mois. C'est alors qu'il retrouve Nguyễn Ánh en pleine déroute, manquant de tout, même de vivres pour ses troupes. L'évêque partage donc ses dernières vivres avec eux, leur sauvant ainsi la vie.
Prenant de vitesse les Britanniques, qui souhaitent traiter avec Nguyễn Ánh, ainsi que les Néerlandais de Batavia, Pigneau de Behaine propose au prétendant l'aide de la France. Il se rend compte également que les Tây Son sont des ennemis irréductibles du christianisme. Son coadjuteur Labartette écrit notamment : « La religion des Tây Son est de ne pas en avoir. Si leur règne dure longtemps, nous aurons bien de la peine à échapper de leurs mains. ». Ils avaient en effet publié des édits de persécution en Haute-Cochinchine.
Nguyễn Ánh qui, coalisé avec le roi de Siam, venait à nouveau de se faire battre, accepte. Il confie à l'évêque le sceau royal et son fils Nguyễn Phúc Cảnh, âgé de cinq ans et demi. Pigneau arrive par Pondichéry à Lorient en février 1787. Les ministres de la cour de Versailles sont loin d'être unanimes ; seuls Loménie de Brienne ou l'archevêque de Narbonne, Arthur Richard Dillon, comprennent l'avantage commercial vis-à-vis des autres puissances. Louis XVI reçoit finalement en audience l'évêque d'Adran au début de mois de mai 1787 et lui donne un accord de principe.
Le 28 novembre 1787, le petit traité de Versailles alliant le Royaume de France et l'Empire d'Annam est paraphé par le comte de Montmorin, secrétaire d’État aux Affaires étrangères, pour Louis XVI, et par Nguyễn Phúc Cảnh, le fils de Gia Long assisté de Pigneau de Behaine. La France s'engage à aider Nguyễn Ánh à remonter sur le trône, en échange de quoi, elle obtient le port de Tourane, l'île de Poulo Condor et surtout le commerce exclusif avec la France. Pigneau repart de Lorient le 27 décembre 1787 avec le jeune prince et huit missionnaires pour rejoindre Pondichery.

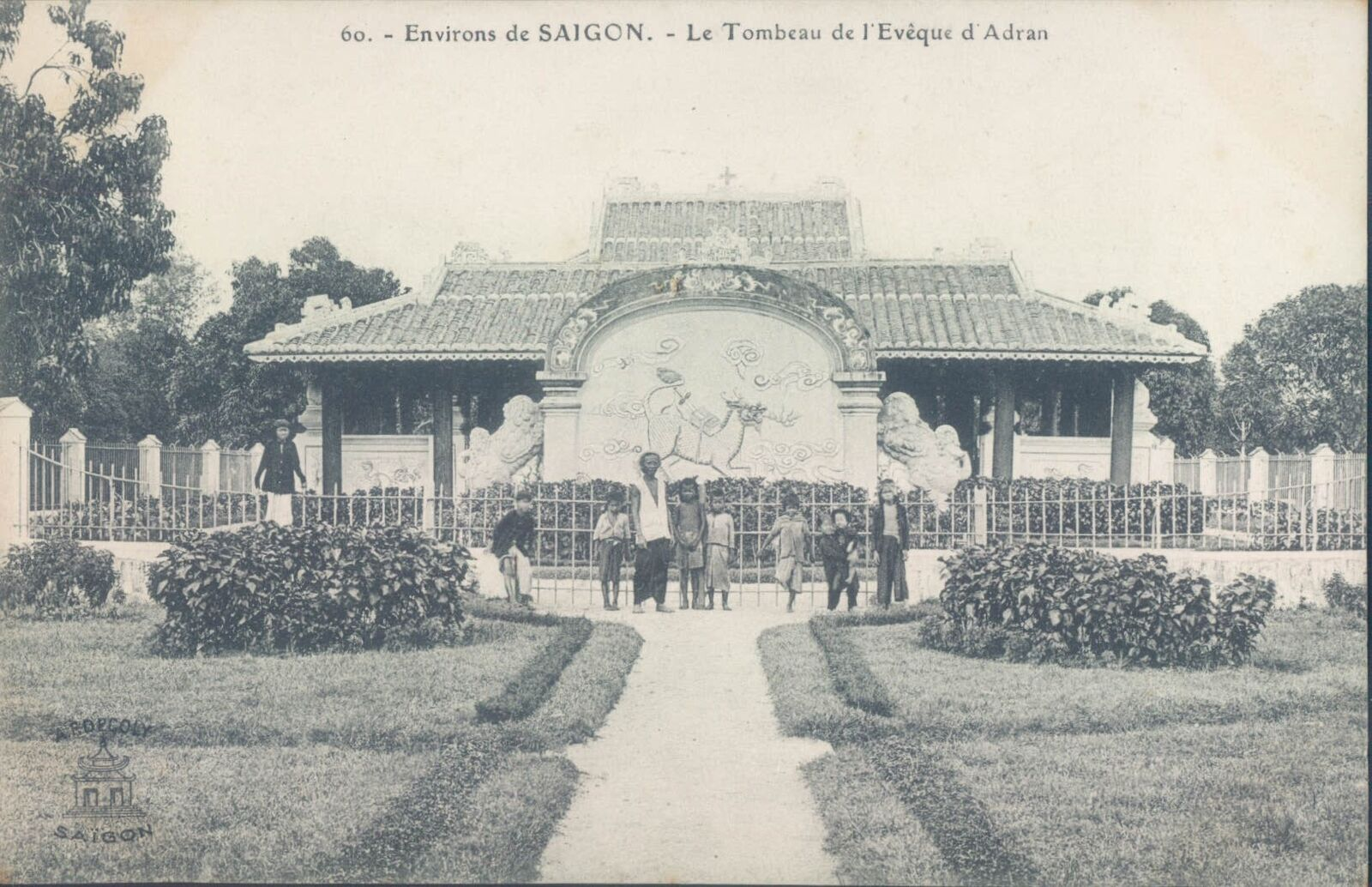
Tombe à Saïgon.

Cependant, il n'obtient aucune troupe de la part du gouvernement et le traité n'est pas exécuté. C'est donc sur la fortune de donateurs et de sa famille (quinze mille livres) qu'il achète lui-même munitions et matériel et qu'il recrute trois cent cinquante marins volontaires et vingt officiers de marine, dont Olivier de Puymanel, Jean-Baptiste Chaigneau, Philippe Vannier et Jean-Marie Dayot. Ceux-ci forment les soldats annamites et construisent un réseau de citadelles à la Vauban, dont la plus importante est la citadelle de Saïgon.
Pigneau de Behaine meurt le 9 octobre 1799 pendant le siège et juste avant la conquête de la forteresse de Qui Nhơn, dernier appui des frères Tây Sơn.
Nguyễn Ánh est intronisé empereur d'Annam et monte sur le trône en 1802, sous le nom de règne de Gia Long. Il ferme ensuite l'Annam à l'Occident dont il se méfie, mais s'abstient cependant d'expulser les missionnaires, par gratitude envers Pigneau de Behaine.

## Bilan
On peut dire que l'évêque d'Adran a marqué cette période en Cochinchine et en Annam, et que l'histoire de la colonisation de l'Indochine par la France n'aurait pas été la même sans lui. Il a été l'organisateur et s'est adjoint les services d'Olivier de Puymanel pour l'armée et les fortifications, de Jean-Marie Dayot pour la marine et la cartographie. L'armée et la marine furent organisées à la française pendant que les fortifications l'étaient à la Vauban.
Une statue est élevée devant la cathédrale Notre-Dame de Saïgon en 1902, représentant l'évêque d'Adran tenant son élève par la main, le jeune prince Nguyễn Phúc Cảnh (1780–1801).

## Auteur du premier dictionnaire latin-annamite
Il est également l'auteur d'un dictionnaire latin-annamite, le Dictionarium Anamitico Latinum, dont le manuscrit a été complété par Jean-Louis Taberd qui l’a fait imprimer (en 1838) avec son propre dictionnaire aux presses baptistes de Serampore, comptoir commercial danois entre Calcutta et Chandernagor. Hồng Nhuệ Nguyễn Khắc Xuyên en a publié une présentation et une traduction en vietnamien.

## Hommages en France

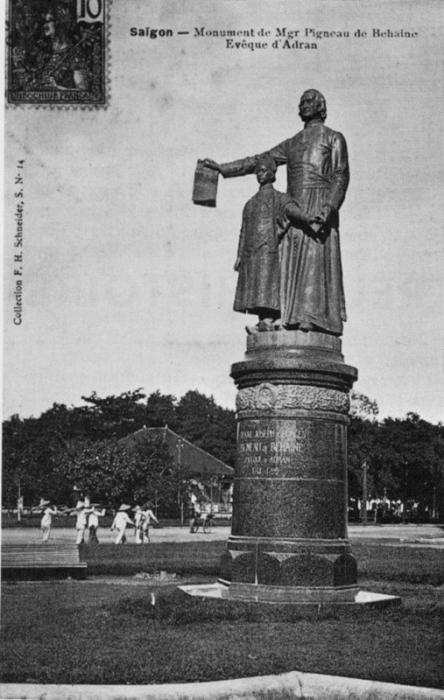
Statue de Pigneau de Behaine devant la cathédrale Notre-Dame de Saïgon, remplacée aujourd'hui par une statue de la Vierge.

La maison natale de Pigneau de Behaine, à Origny-en-Thiérache, a été transformée, en 1953, en un « Musée Monseigneur-Pigneau-de-Behaine », principalement consacré aux civilisations extra-européennes, asiatiques notamment, et à l'histoire.
Les cendres de Pigneau de Behaine ont été exhumées en 1983 par Jean-François Parot, consul général de France à Saïgon, et ramenées en France à bord du bâtiment de la Marine Nationale, la Jeanne d'Arc. Une partie repose à la chapelle de la rue du Bac et l'autre à l'église de son village natal. Le retour des cendres de l'évêque d'Adran eut lieu le 2 octobre 1983 à Origny-en-Thiérache en présence des autorités civiles et religieuses. Jean-François Parot prononça l'éloge funèbre de Pierre Pigneau de Behaine. Le récit de son exhumation et de celles de Jean-Claude Miche et de Charbonnier, de Francis Garnier et de Doudart de Lagrée fut publié par Cols bleus, périodique de la Marine Nationale. Le prologue du roman de Jean-François Parot "Le prince de Cochinchine" détaille lui aussi cette exhumation et en donne les raisons.
Le roman de Christophe Bataille, Annam (1993), évoque l'évêque comme promoteur d'une expédition au Viêtnam en 1787.
Philatélie
- Un timbre de 20 centimes, représentant l'évêque d'Adran fut émis par l'administration des postes d'Indochine, y figurent en bas à gauche et à droite les noms Chuoc et Ideo.